# Еве (Француска)
Еве (фр. Eveux) насеље је и општина у источној Француској у региону Рона-Алпи, у департману Рона која припада префектури Лион.
По подацима из 2011. године у општини је живело 1187 становника, а густина насељености је износила 357,53 становника/km². Општина се простире на површини од 3,32 km². Налази се на средњој надморској висини од 310 метара (максималној 426 m, а минималној 221 m).

## Демографија
| 1962. | 1968. | 1975. | 1982. | 1990. | 1999. | 2011. |
| ----- | ----- | ----- | ----- | ----- | ----- | ----- |
| 398   | 417   | 518   | 726   | 817   | 794   | 1.187 |

График промене броја становника у току последњих година